# Universidad de Sofía
La Universidad San Clemente de Ocrida de Sofía (en búlgaro: Софийски университет „Св. Климент Охридски“, Sofiyski universitet „Sv. Kliment Ohridski“) o simplemente Universidad de Sofía, es la más antigua e importante institución de educación superior de Bulgaria, fundada el 1 de octubre de 1888. El edificio de la universidad fue construido entre 1924 y 1934 principalmente en estilo neobarroco con la ayuda financiera de los hermanos Evlogi Georgiev y Hristo Georgiev, cuyas esculturas se exponen en la fachada.
La universidad de Sofía dispone 15 facultades y tres departamentos, donde reciben educación cerca de 18 911 estudiantes. Además, dispone de: biblioteca, imprenta, salas de computación, gimnasios y de varias otras infraestructuras. El rector actual es Ivan Ilchev.
Ha sido clasificada como la mejor universidad de Bulgaria según el ranking nacional e internacionales, y se encuentra constantemente entre el mejor cuatro por ciento de las universidades a nivel mundial según QS World University Rankings.

## Historia

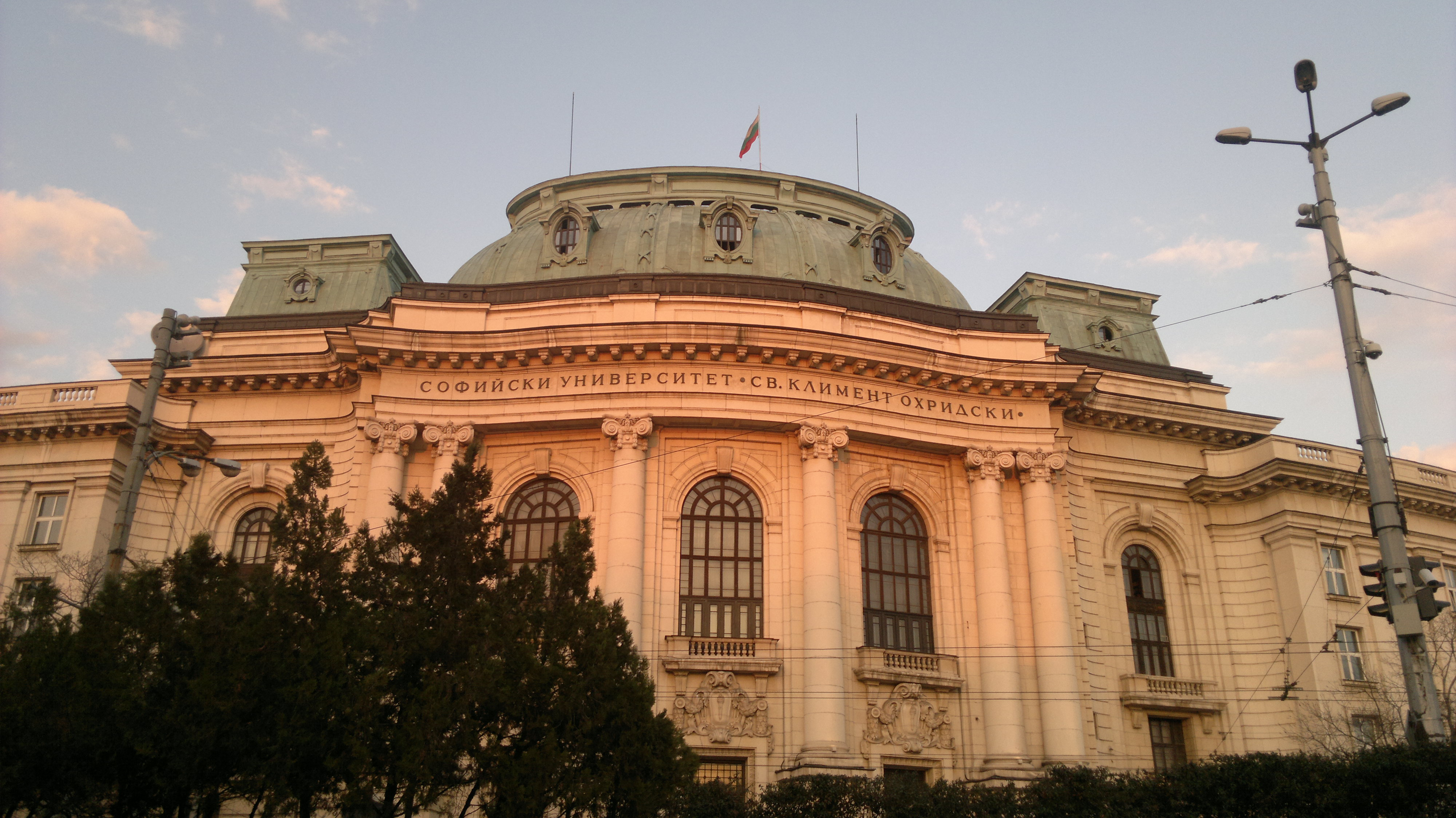
Universidad de Sofía СВ. Vista del Rectorado o edificio principal

La universidad fue fundada el 1 de octubre de 1888, 10 de años después de la liberación de Bulgaria, para servir como institución primaria. Inicialmente, tenía 4 conferenciantes regulares y 3 adicionales y 49 estudiantes. Fue fundada como curso pedagógico superior, se convirtió en una Escuela de altos Estudios después de algunos meses y en universidad en 1904. El primer rector fue el lingüista búlgaro Aleksandar Teodorov-Balan.
Durante los primeros años de la universidad de Sofía, había tres facultades: facultad de historia y de filología (desde 1888), facultad de matemáticas y de física (desde 1889) y una facultad de ley (desde 1892). Se enseñaba historia, geografía, filología eslava, filosofía y pedagogía, matemáticas y física, química, ciencias naturales y leyes. Las primeras 16 mujeres fueron bienvenidas en la universidad en 1901, y el 25 de noviembre (el 8 de diciembre O.S.), el día de san Clemente de Ohrid, se convirtió en el día de fiesta oficial de la universidad el año siguiente.
Al principio de las guerras balcánicas, se inscribieron 1.379 estudiantes (725 hombres y 654 mujeres) para asistir a la universidad. Se estableció una cuarta facultad en 1917, la facultad de medicina; la facultad de agronomía siguió en 1921, y luego la facultad de veterinaría y la facultad de teología  que se fundaron en 1923. En 1922-1923, la universidad de Sofía tenía 111 cátedras, 205 profesores y ayudantes y 2.388 estudiantes, de los cuales 1.702 hombres y 686 mujeres.
La primera piedra de la fundación del nuevo edificio de la universidad de Sofía se puso el 30 de junio de 1924. Los fondos fueron asegurados por los hermanos Evlogi Georgiev y Hristo Georgiev, el diseño del edificio fue realizado por un arquitecto francés que había ganado una competición para tal propósito en 1907. La apertura oficial fue el 16 de diciembre de 1934.
La primera tesis doctoral de la universidad fue defendida el 27 de octubre de 1929 en ciencias naturales por Vasil Tsankov. Segundo, en química, siguió el 1 de julio de 1930 de Aleksandar Spasov. En 1930-1931, la universidad tenía cuatro doctores más.
Después de los cambios políticos del 9 de septiembre de 1944 y el nacimiento de la república popular de Bulgaria, se llevaron a cabo reformas radicales en el sistema universitario del país, lo cual hizo que las matrículas aumentaran en un 1000%, en 1944-45 13.627 estudiantes asistieron a la universidad, constituida por 182 profesores y lectores y 286 ayudantes. Se asignaron profesores comunistas a la dirección de la universidad en reemplazo de las autoridades cercanas a la exmonarquía. La universidad se reestructuró siguiendo el ejemplo de las universidades soviéticas.
En 1947 se fundaron tres nuevas facultades: silvicultura, zoología y economía.

## Facultades y departamentos
Facultades
- Facultad de biología
- Facultad de química
- Facultad de filología clásica y moderna
- Facultad de administración, economía y negocios
- Facultad de educación
- Facultad de geología y de geografía
- Facultad de historia
- Facultad de periodismo y comunicación
- Facultad de leyes
- Facultad de matemáticas e informática
- Facultad de filosofía
- Facultad de física
- Facultad de educación preescolar y educación primaria
- Facultad de estudios eslavos
- Facultad de teología

Departamentos
- Departamento de idiomas
- Departamento para la información y el entrenamiento en servicio de profesores
- Departamento de Deportes